# Short S.8/8 Rangoon
Le Short S.8/8 Rangoon était un hydravion biplan trimoteur britannique des années 1930, conçu par le constructeur irlandais Short Brothers pour la Royal Air Force (RAF).

## Contexte
En 1929, la Royal Air Force avait un besoin urgent de remplacer les Southampton II qu'elle possédait, alors utilisés par le No. 203 Squadron RAF basé à Bassorah, en Irak. Le Ministère de l'Air britannique (Air Ministry) publia la Specification S.18/29 spécialement pour couvrir l'achat d'une version militaire dérivée du S.8 Calcutta, similaire au S.8/2 Calcutta alors en cours de conception en collaboration avec Breguet pour l'aviation navale française. La nouvelle version pour la RAF portait la désignation S.8/8 pour Shorts et « Rangoon » pour la RAF, et trois exemplaires furent initialement commandés.

## Conception et développement
Le Rangoon était simplement une adaptation au service militaire du Calcutta. La structure principale était assemblée à partir de gabarits, longerons, cloisons, nervures et raidisseurs en duralumin. Le fuselage était recouvert de panneaux en duralumin et les ailes étaient recouvertes à la fois de panneaux et de tissu. Les changements les plus notables concernaient l'installation d'un cockpit fermé pour les pilotes, des couchettes, des réservoirs de carburant agrandis dans l'aile supérieure, ainsi que trois mitrailleuses défensives Lewis de calibre .303 British (une à l'avant et deux en position dorsale derrière les ailes). L'avion possédait également des supports pour des bombes sous les ailes et un gros réservoir d'eau fraîche, pour une utilisation moins difficile en conditions tropicales.

## Carrière opérationnelle

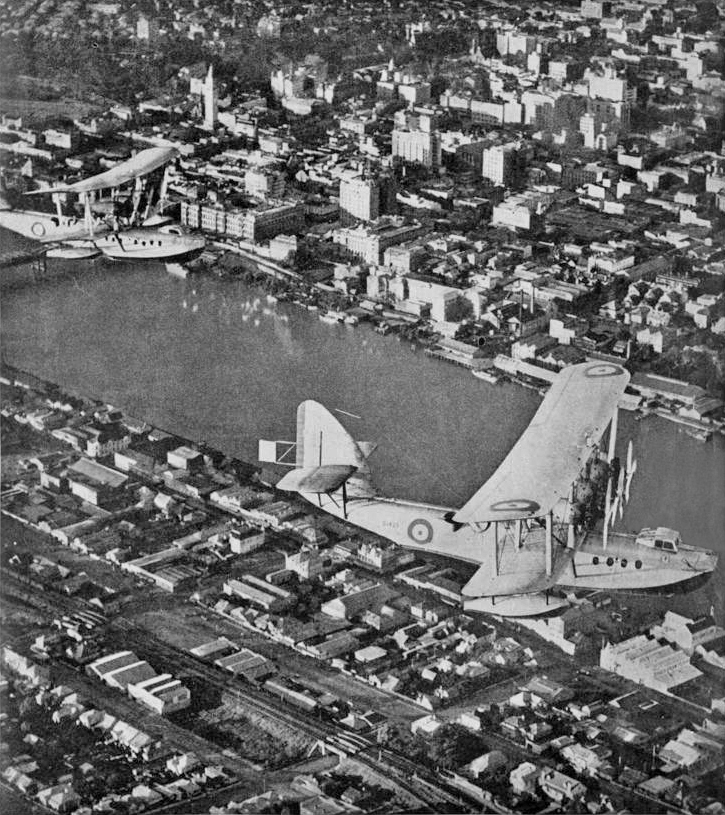
L'avion de tête d'une formation de trois Rangoons au-dessus du fleuve Brisbane, en 1934.

Le 24 septembre 1930, le premier Rangoon (S1433) effectua un vol à-partir de la rivière Medway, à Rochester, emmené par le chef pilote d'essai de Short, John Lankester Parker (en). Début 1931, les trois premiers Rangoons furent livrés à la RAF pour effectuer de l'entraînement à Felixstowe, puis en avril 1931 ils volèrent en formation pour rejoindre le No. 203 Squadron RAF à Bassorah. Ils furent utilisés pour des patrouilles de surveillance et contre la contrebande au-dessus de l'Irak et du Golfe Persique. Les trois années suivantes, trois appareils supplémentaires (construits suivant une Specification R.19/31 plus pointue) furent livrés à l'escadron 203 à Bassorah, où ils effectuèrent leur service sans problème jusqu'en 1935, date à laquelle ils furent remplacés par des Singapore III.
En septembre et octobre 1934, trois appareils du N0. 203 Squadron visitèrent l'Australie, dans le cadre de la célébration du centenaire de l'état de Victoria et de la ville de Melbourne,.
En août 1935, cinq appareils furent transférés au No. 210 Squadron RAF (en) à Pembroke Dock. En septembre de la même année, ils furent temporairement déployés à Gibraltar pendant la crise d'Abyssinie, puis tous retirés du service à la fin de l'année. Entre-temps, le premier Rangoon (S1433) avait été débarrassé de son équipement militaire par Short, à Rochester, puis immatriculé G-AEIM et utilisé par la société Air Pilots Training, Ltd. pour l'entraînement des équipages de la compagnie Imperial Airways à Hamble, avant d'être lui-aussi retiré du service, à la fin de l'année 1938.

## Utilisateurs
- Royaume-Uni :
  - Royal Air Force :
    - No. 203 Squadron RAF ;
    - No. 210 Squadron RAF.

  - Air Pilots Training, Ltd.
- Empire du Japon :
  - Service aérien de la Marine impériale japonaise (Dai-Nippon Teikoku Kaigun Koukuu-tai) : Version dérivée Kawanishi H3K (Short KF.1).